# Zashiki-warashi
Lo zashiki-warashi (座敷童?), o zashiki-bokko (座敷童子? "il bambino del salotto"), è uno yōkai, uno spirito del folclore giapponese, originario della prefettura di Iwate. È considerato uno spirito domestico e familiare.
Il nome si compone delle parole zashiki, che indica una stanza pavimentata con tatami, e warashi, un termine regionale arcaico che indica un bambino. L'aspetto dello spirito è infatti quello di un bambino di 5-6 anni, con capelli raccolti e volto paonazzo; può essere sia maschio sia femmina, ma recentemente è più diffusa la sua rappresentazione femminile. Gli zashiki-warashi tendono a frequentare case antiche, ben mantenute e preferibilmente spaziose. Si dice che quando uno zashiki-warashi prende dimora in una casa porti ai suoi abitanti molta fortuna; al contrario, quando uno zashiki-warashi se ne va, l'area subisce un rapido declino.
Secondo la tradizione, per attrarre e mantenere uno zashiki-warashi nella casa, lo spirito deve essere guardato, apprezzato e curato attentamente, in maniera simile al modo in cui i genitori crescono i figli, ma allo stesso tempo troppe attenzioni potrebbero infastidire lo spirito e spingerlo ad andarsene. Lo zashiki-warashi ha una natura infantile, e ama giocare scherzi innocenti agli abitanti della casa; possono ad esempio sedersi sul futon degli ospiti, rigirare i cuscini, produrre suoni simile alle musiche kagura in stanze vuote, lasciare piccole impronte nella polvere, e così via. Ci sono versioni differenti su quali categorie di persone sarebbero in grado di vederli; generalmente si crede che li possano vedere solo gli abitanti della casa, ma alcuni credono che solo i bambini possano farlo.
Yōkai simili allo zashiki-warashi sono il makuragaeshi della prefettura di Ishikawa, e l'akashaguma o kurabokko della prefettura di Tokushima.